# Chavannaz
Chavannaz (se prononce Chavanne) est une commune française située dans le département de la Haute-Savoie, en région Auvergne-Rhône-Alpes.
Ses habitants se nomment les Chavannois.

## Géographie
Situé dans la vallée des Usses à l'extrême sud-ouest du bassin genevois, le village est situé au pied de la montagne de Sion au nord et du Vuache plus loin au nord-ouest.

## Urbanisme

### Typologie
Au 1er janvier 2024, Chavannaz est catégorisée commune rurale à habitat dispersé, selon la nouvelle grille communale de densité à sept niveaux définie par l'Insee en 2022.
Elle est située hors unité urbaine. Par ailleurs la commune fait partie de l'aire d'attraction de Genève - Annemasse (partie française), dont elle est une commune de la couronne,. Cette aire, qui regroupe 158 communes, est catégorisée dans les aires de 700 000 habitants ou plus (hors Paris),.

### Occupation des sols
L'occupation des sols de la commune, telle qu'elle ressort de la base de données européenne d’occupation biophysique des sols Corine Land Cover (CLC), est marquée par l'importance des territoires agricoles (64,6 % en 2018), en augmentation par rapport à 1990 (57,3 %). La répartition détaillée en 2018 est la suivante : 
prairies (46,6 %), forêts (35,4 %), terres arables (10,2 %), zones agricoles hétérogènes (7,8 %).
L'IGN met par ailleurs à disposition un outil en ligne permettant de comparer l’évolution dans le temps de l’occupation des sols de la commune (ou de territoires à des échelles différentes). Plusieurs époques sont accessibles sous forme de cartes ou photos aériennes : la carte de Cassini (XVIIIe siècle), la carte d'état-major (1820-1866) et la période actuelle (1950 à aujourd'hui).

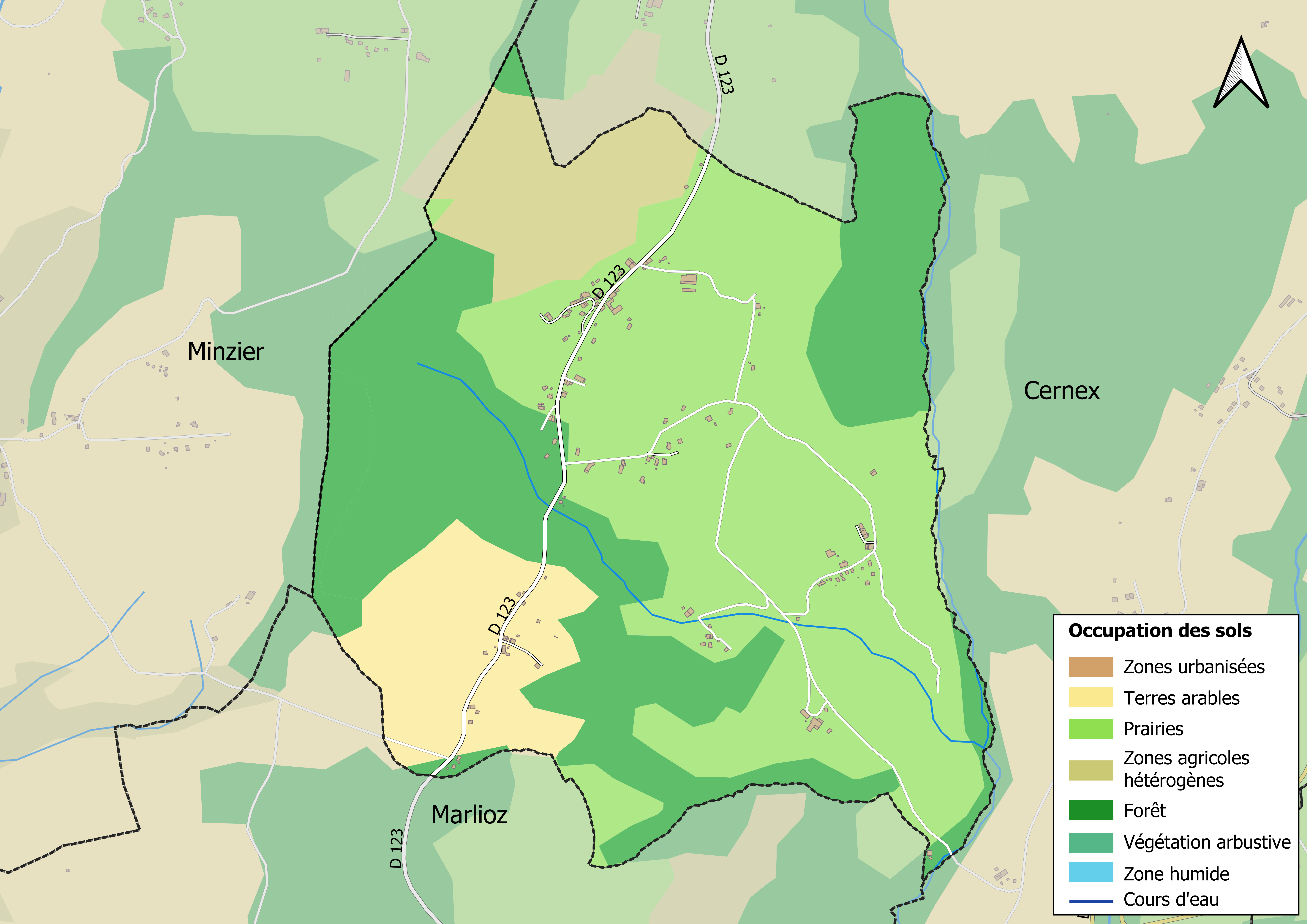
Carte des infrastructures et de l'occupation des sols en 2018 (CLC) de la commune.
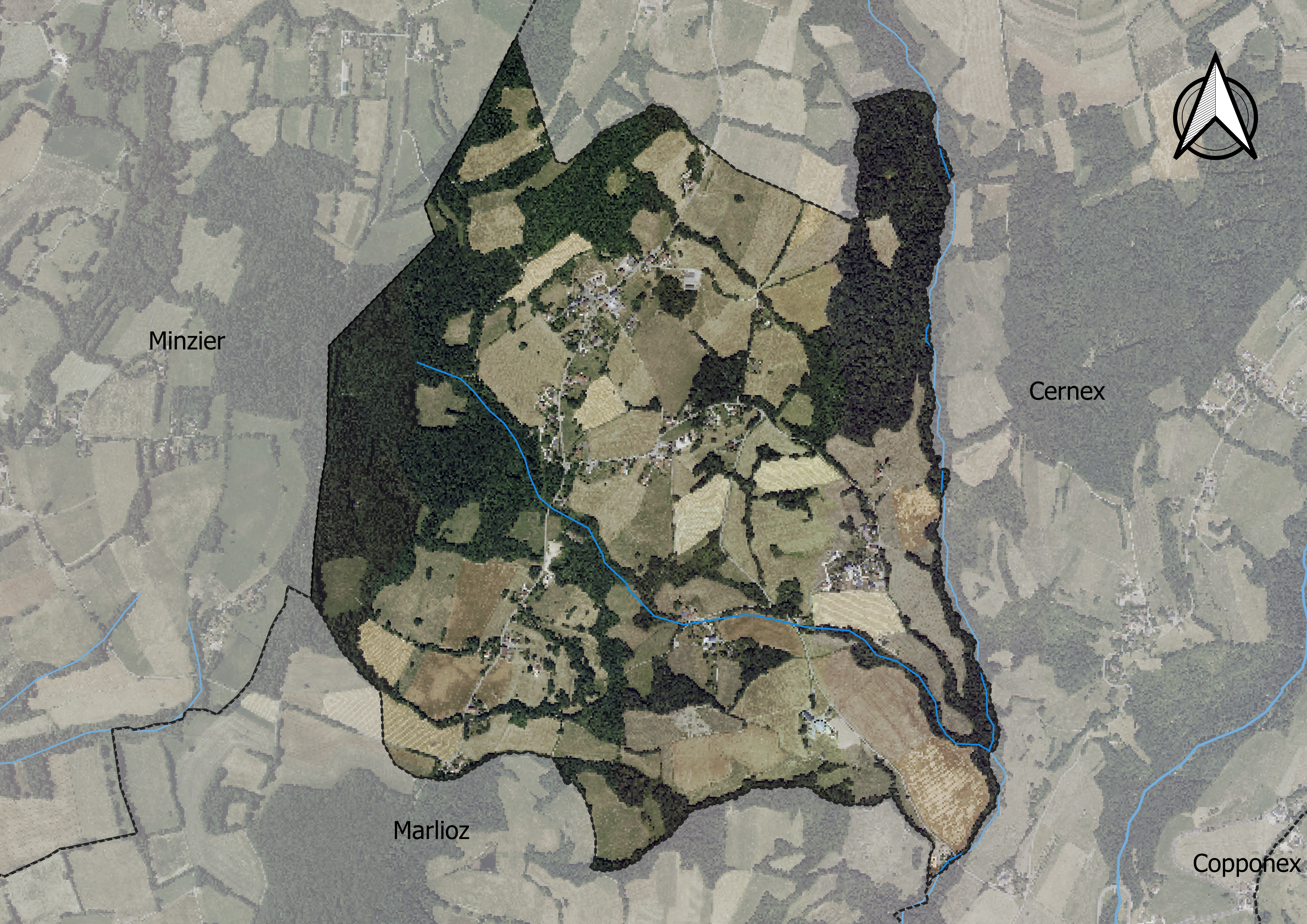
Carte orthophotogrammétrique de la commune.

## Toponymie

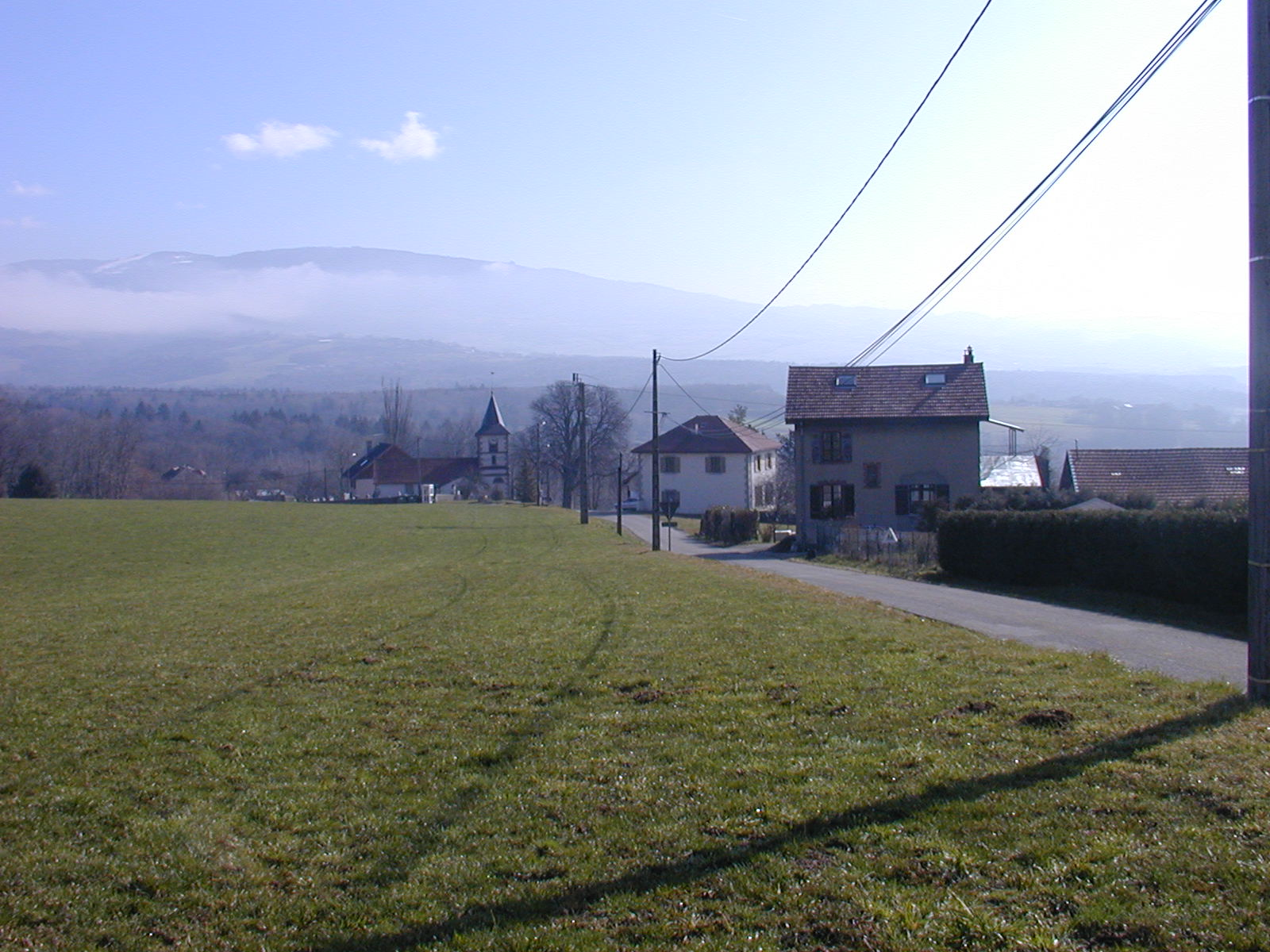
Chavannaz F-74270, vue ouest.

Le nom pourrait venir du gaulois capanna signifiant « hutte, cabane, petite ferme » et bas-latin cabana. En vieux français chavane désignait une exploitation agricole. En Savoie et en Suisse, le terme désignait plutôt une construction réservée à la fabrication des fromages.
Cependant, un chercheur a constaté que les chavannes étaient fréquemment situées à proximité d'un ancien lieu sacré des druides. D'ailleurs, en langue savoyarde chavant désigne le chat-huant, oiseau associé aux druides. Dans le cas de Chavannaz, on peut trouver, effectivement tout à côté, un hameau appelé la Chapelle, sans doute la récupération d'un ancien lieu sacré des druides par les chrétiens. Si cette théorie est exacte, Chavannaz désignerait alors le lieu où vit un druide, symbolisé par son oiseau le chavant, près du lieu sacré où il officie.
En francoprovençal, le nom de la commune s'écrit Shavana, selon la graphie de Conflans.

## Histoire
Lors des débats sur l'avenir du duché de Savoie, en 1860, la population est sensible à l'idée d'une union de la partie nord du duché à la Suisse. Une pétition circule dans cette partie du pays (Chablais, Faucigny, Nord du Genevois) et réunit plus de 13 651 signatures, dont 28 pour la paroisse. Le duché est réuni à la France à la suite d'un plébiscite organisé les 22 et 23 avril 1860 où 99,8 % des Savoyards répondent « oui » à la question « La Savoie veut-elle être réunie à la France ? ».

## Politique et administration
| Période                                  | Période  | Identité   | Étiquette | Qualité |
| ---------------------------------------- | -------- | ---------- | --------- | ------- |
| mars 2008                                | En cours | Alain Camp | ...       | ...     |
| Les données manquantes sont à compléter. |          |            |           |         |

## Tendances politiques

### Régionales 20041ertour
Résultats complets
| Inscrits   | 111 |         |  |
| Votants    | 80  | 72,07 % |  |
| Exprimés   | 75  | 93,75 % |  |
| LCR/LO     | 2   | 2,67 %  |  |
| PS/PCF/PRG | 15  | 22,00 % |  |
| Verts      | 18  | 24,00 % |  |
| DVD        | 1   | 1,33 %  |  |
| UDF/UMP    | 33  | 44,00 % |  |
| FN         | 5   | 6,67 %  |  |
| MNR        | 1   | 1,33 %  |  |

## Économie
- Taxe d'habitation 2003 : 14,91 % - foncière bâtie 22,71 % - professionnelle 32,74 %.

### Tourisme
La commune est située 26 km au nord-est d'Annecy et à 10 km au nord-est de Frangy. Elle est desservie par :
- la RN 508 section Annecy - Bellegarde-sur-Valserine, par la RD 27 (Annecy) et par la RD 123 (Frangy) ;
- l'autoroute A40, sortie « Saint-Julien-en-Genevois » (12 km) ;
- le TGV ou TER dans les gares de Genève (22 km), Bellegarde-sur-Valserine (24 km) et Annecy (27 km) ;
- l'aéroport international de Genève-Cointrin (22 km) ou l'aéroport régional d'Annecy (25 km).

## Démographie
L'évolution du nombre d'habitants est connue à travers les recensements de la population effectués dans la commune depuis 1793. Pour les communes de moins de 10 000 habitants, une enquête de recensement portant sur toute la population est réalisée tous les cinq ans, les populations de référence des années intermédiaires étant quant à elles estimées par interpolation ou extrapolation. Pour la commune, le premier recensement exhaustif entrant dans le cadre du nouveau dispositif a été réalisé en 2006.

En 2022, la commune comptait 240 habitants, en évolution de +3 % par rapport à 2016 (Haute-Savoie : +6,01 %, France hors Mayotte : +2,11 %).
| 1793 | 1800 | 1806 | 1822 | 1838 | 1848 | 1858 | 1861 | 1866 |
| ---- | ---- | ---- | ---- | ---- | ---- | ---- | ---- | ---- |
| 155  | 157  | 162  | 195  | 233  | 268  | 274  | 278  | 276  |

| 1872 | 1876 | 1881 | 1886 | 1891 | 1896 | 1901 | 1906 | 1911 |
| ---- | ---- | ---- | ---- | ---- | ---- | ---- | ---- | ---- |
| 274  | 252  | 247  | 229  | 213  | 202  | 182  | 192  | 196  |

| 1921 | 1926 | 1931 | 1936 | 1946 | 1954 | 1962 | 1968 | 1975 |
| ---- | ---- | ---- | ---- | ---- | ---- | ---- | ---- | ---- |
| 157  | 133  | 145  | 126  | 106  | 108  | 95   | 78   | 80   |

| 1982 | 1990 | 1999 | 2006 | 2011 | 2016 | 2021 | 2022 | - |
| ---- | ---- | ---- | ---- | ---- | ---- | ---- | ---- | - |
| 111  | 111  | 137  | 173  | 189  | 233  | 244  | 240  | - |

## Culture et patrimoine

### Héraldique
| Blason de Chavannaz | Blason  | Taillé: au 1er de gueules à la croix d'argent, au 2e d'azur au chat-huant contourné d'argent; à la cotice en barre de tenné chargée de l'inscription « CHAVANNAZ » en lettres capitales d'argent. |
| Blason de Chavannaz | Détails | Le statut officiel du blason reste à déterminer. |